# 포항제철초등학교
포항제철초등학교(浦項製鐵初等學校)는 대한민국 경상북도 포항시 남구에 있는 사립 초등학교로, 이 학교는 1986년 11월 17일에 설립 인가되어, 이듬해 1987년 3월 5일에 경북포항제철동국민학교로 처음 개교되었다.

## 학교 연혁
- 1986.11.17 포항제철동초등학교 설립인가
- 1986.12.01 초대 이기적 교장 취임
- 1987.03.05 개교
- 1988.02.13 제1회 졸업식
- 1990.09.17 「깨끗한 생활」, 「바른가정교육」 출판
- 1991.09.13 제2회 소년 한국일보 주최 「아름다운 학교 뽑기 대회」대상 수상
- 1994.03.02 제2대 이강희 교장 취임
- 1995.12.11 학교경영 우수 교육부 장관 표창
- 1996.05.29 제25회 전국 소년체전 축구 우승
- 1997.11.18 일본 우와지마시 PTA 연합회(스미요시 소학교) 자매결연 체결
- 1998.02.10 포항제철지곡초등학교 개교와 함께 분리 이관
- 1999.03.01 포항유강초등학교 개교와 함께 분리 이관
- 1999.09.01 제3대 김칠룡 교장 취임
- 1999.12.30 '99교육계획서 추진실적 우수학교 교육부장관 표창
- 2000.07.06 제10회 전국초등학교 축구선수권 대회 우승
- 2000.08.09 제4회 창의력 올림피아드 대회 대상
- 2001.09.01 제4대 이강화 교장 취임
- 2001.12.20 제6회 한국수학경시대회 최우수 학교상 수상
- 2002.06.10 제1회 신지식학교 공동체 선정
- 2002.06.21 2002학년도 학교 숲 시범학교 선정
- 2003.04.16 경상북도교육청 지정 GREEN SCHOOL(녹색학교) 시범학교 선정
- 2003.07.03 경상북도교육청 지정 신지식공동체 운영사례발표회 개최
- 2004.10.27 '꿈나무 도서관' 개관 - 도서관 리모델링, 전자도서관 개통
- 2004.11.25 발명만화 전국 '대상' - 과학기술부장관상
- 2005.04.02 꿈의 미술실 개관
- 2005.10.12 IISI 서울 총회 참석 내빈 본교 방문
- 2006.03.28 제6회 칠십리배 춘계 전국초등학교 축구연맹전 우승
- 2006.08.25 제13회 KMC(한국수학경시대회) 최우수학교상
- 2007.03.02 제5대 신윤호 교장 취임
- 2007.04.25 제15회 한국수학학력평가 최우수학교 수상
- 2007.05.11 인조잔디구장 개장 기념 축구대회
- 2007.08.12 2007 화랑대기 전국초등학교 축구대회 '우승'
- 2007.09.15 제19회 독립기념관 관람감상문 단체 '최우수' 수상
- 2008.06.14 제5회 전국초등학교 무용경연대회 '대상' 수상
- 2008.07.09 포항시 영어말하기대회 '대상' 수상
- 2008.08.14 2008 화랑대기 전국초등학교 축구대회 저학년/고학년 동반 우승
- 2008.10.09 제6회 초중학생 IT꿈나무 올림피아드 우수상
- 2008.10.15 제10회 국민연금 청소년 글짓기대회 최우수단체상
- 2008.11.10 제2과학실 개관
- 2008.11.27 성대 영어/수학 학력평가대회 최우수학교 단체상
- 2009.05.22 불조심 어린이마당 전국평가 '우수'
- 2009.06.02 제38회 전국소년체전 축구대회 '준우승'
- 2009.06.09 제16회 전국수학 학력평가 '최우수단체상'(디딤돌)
- 2009.06.10 포항시 영어말하기 대회 금상(1위) 수상
- 2009.06.11 영호남 교류체험학습 (전남진안 외궁초 1박 2일)
- 2009.06.13 제6회 전국초등학교 무용경연대회 '대상'(대구교육대학교 총장)
- 2009.06.13 제7회 푸르넷 수학경시대회 '학교단체우수상'
- 2009.06.20 제8회 전국학생과학 논술대회 학교단체상(포스코회장상)
- 2009.06.30 제17회 SK에너지환경사랑글모음잔치 '학교단체우수상'
- 2009.08.04 2009 유네스코 동아시아 어린이 공연예술제(무용부) 한국대표 참가
- 2009.08.12 제19회 한국수학경시대회(KMC) 최우수단체상
- 2009.08.19 2009 한일 교류체험학습(일본 방문단 내교)
- 2009.09.24 제15회 독서문화상(교사 정해경) 문화체육관광부장관상 수상
- 2009.09.27 제14회 전국국토사랑 글짓기대회 학교단체대상
- 2009.10.24 2008년 한국과학창의력대회 금상
- 2009.10.25 제8회 육군참모총장기 전국초등학교 왕중왕 축구대회 준우승
- 2009.11.03 제46회 경상북도 학생 체육대회 축구 우승
- 2009.11.25 5대사회과제 가이드북 발간
- 2009.12.03 제3회 I-TOP경진대회 정보기술분야 대상(경상북도 도지사)
- 2009.12.05 제2회 전국인터넷윤리 도전퀴즈왕 대회 최우수단체상
- 2010.02.08 제23회 졸업식(204명) 총5,477명
- 2010.03.01 제10회 칠십리배 춘계 전국 유소년 축구연맹전 우승
- 2010.03.31 경상북도교육청지정 학부모학교참여사업 선정
- 2010.04.26 경상북도교육청지정 녹색교육 실천학교 운영
- 2010.05.26 경북교육청지정 수업협력학교 1차 수업공개(2차 11월 3일)
- 2010.06.05 제12회 서라벌 전국학생무용경연대회 대상
- 2010.07.13 2010화랑대기 전국 유소년 축구대회(U-11) 우승
- 2010.07.22 2010일본자매학교(우와지마 스미요시소학교)방문(4박5일)
- 2010.08.16 2010추계 유소년 축구 페스티벌(U-11) 우승
- 2010.08.18 2010한일자매교류체험방문단 본교방문(5박6일)
- 2010.09.01 경북교육청지정 학교문화선도 시범학교 지정(졸업식문화)
- 2011.02.09 제24회 졸업식(178명) 총5,656명
- 2011.03.01 한국정보화진흥원 정보윤리 운영학교 운영
- 2011.03.01 경북교육청지정 학교문화선도학교(2010, 2011)
- 2011.03.01 경북교육청지정 학부모학교참여사업 지원학교(2010, 2011)
- 2011.03.28 칠십리배 전국유소년 축구연맹전 우승
- 2011.04.09 차세대무용콩쿨 학교단체 대상(2010, 2011) 외 4관왕
- 2011.09.01 제6대 권종원 교장 취임
- 2011.11.20 전국 학교스포츠클럽 여자축구대회 준우승
- 2011.11.23 HME 전국해법수학경시대회 최우수학교상
- 2011.12.05 학부모학교참여 우수사례공모전 교육과학기술부 장관상
- 2011.12.23 인터넷윤리대전 최우수교육기관상(방송통신위원장상
- 2011.12.28 경북eduTop 공모전 학교단체 장려상
- 2012.02.06 제25회 졸업식(155명) 총5,812명
- 2012.02.06 제26회 졸업식(125명) 총5,937명 졸업
- 2012.02.28 칠십리배 전국유소년 축구연맹전 우승(2011,2012)
- 2012.03.01 경북교육청지정 학부모학교참여사업 지원학교(2010-2012)
- 2012.03.02 교육과학기술부 선정 창의경영학교(건강증진모델) 선정운영
- 2012.03.06 포항시 체험학습 우수학교 선정(상금 2,000만원)
- 2012.08.20 전국축구대회 우승(칠십리배, 화랑대기, 영일만대기, 금석배)
- 2012.09.09 세계 유소년 축구 Danone Nations Cup World Final 우승
- 2017.03.01 포항제철서초등학교와 통합
- 2017.09.01 포항제철초등학교로 교명 변경[1]

## 참고 문헌
- 포항제철초등학교 - 한국교육학술정보원 학교알리미

## 같이 보기
- 포항제철초등학교 축구단